# Црешка
Црешка (мкд. Црешка) је насеље у Северној Македонији, у средишњем делу државе. Црешка је село у саставу општине Штип.

## Географија
Црешка је смештена у средишњем делу Северне Македоније. Од најближег града, Штипа, насеље је удаљено 20 km западно.
Насеље Црешка се налази у историјској области Серта. Насеље је положено у клисури реке Брегалнице. Око насеља се пружа голет. Надморска висина насеља је приближно 200 метара.
Месна клима је блажи облик континенталне због близине Егејског мора (жарка лета).

## Становништво
Црешка је према последњем попису из 2002. године била без становника.
Већинско становништво били су етнички Турци.
Претежна вероисповест месног становништва био је ислам.